# بيت كوردر
ستيفن بيت كوردر (بالإنجليزية: Stephen Pit Corder)‏ (6 أكتوبر 1918 - 27 يناير 1990 )، كان أستاذًا للسانيات التطبيقية في جامعة إدنبرة الإسكتلندية، اشتُهر بمساهمته في دراسة تحليل الأخطاء. كان أول رئيس للجمعية البريطانية للغويات التطبيقية، ما بين 1967-1970،  وكان له دور فعال في تطوير مجال اللسانيات التطبيقية في المملكة المتحدة.

## النشأة
ولدت بيت كوردر في حي بوثام تيراس 4، يورك، لعائلة من الكواكر.  كان والده فيليب كوردر (مواليد 1885) هو مدرس من أصل إنجليزي، وكانت والدته جوانا أدريانا فان دير ميرش (مواليد 1887) هولندية.  درس بيت في مدرسة بوثام، وهي مدرسة داخلية تابعة لجمعية الكواكر بالقرب من يورك، حيث كان والده يدرس.   واصل دراسة اللغات الحية في كلية ميرتون، أكسفورد، من عام 1936 إلى عام 1939.  
بعد أكسفورد، درّس كوردر في مدرسة أصدقاء أيتون الكبرى حتى خدم في وحدة إسعاف الأصدقاء خلال الحرب العالمية الثانية في فنلندا ومصر، بعد أن حصل على إعفاء من الخدمة العسكرية كونه معارض للخدمة. في عام 1946 تزوج من نانسي بروكتر (مواليد 1916)، ابنة عمه الثانية، وأنجب منها ولدان وبنت. 

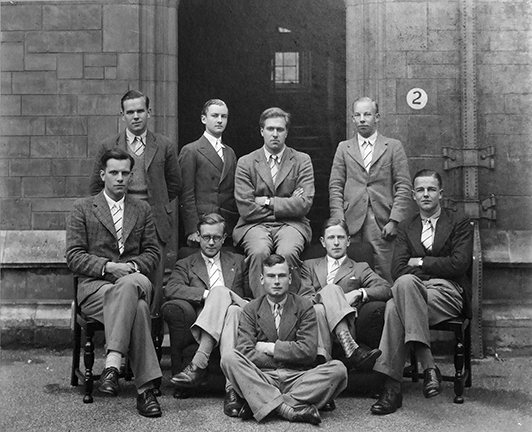
فريق التجديف لكلية ميرتون. بيت كوردر، يظهر هنا الثالثة من اليسار في الصف الخلفي.

## المسار مهني
بعد الحرب، عمل كوردر في المجلس الثقافي البريطاني في النمسا وتركيا وجامايكا وكولومبيا. خلال هذا الوقت قام بتدريس الفصول الدراسية، وعمل على تصميم المناهج الدراسية، وأعد مواد جديدة لتدريس اللغة. في عام 1957، التحق كوردر بمدرسة اللغويات التطبيقية بجامعة إدنبرة، على الرغم من استمرار عمله في المجلس الثقافي البريطاني. احتاج المجلس الثقافي البريطاني إلى متخصصين في اللغويات التطبيقية من أجل توسعه حول العالم، وبناءً عليه درس كوردر للحصول على دبلوم في اللغويات التطبيقية من أجل تلبية هذه الحاجة. بعد عام من الدراسة، أرسله المجلس الثقافي البريطاني إلى نيجيريا، حيث ساعد في تطوير مواد تعليمية باللغة الإنجليزية لعرضها على التلفزيون. 
غادر كوردر المجلس الثقافي البريطاني بعد ذلك، على الرغم من اختلاف المصادر حول الموعد المحدد لذلك. وفقًا لنعيه من قبل الجمعية البريطانية للغويات التطبيقية، فقد ترك المجلس الثقافي البريطاني في عام 1961، عندما بدأ التدريس في جامعة ليدز.  ومع ذلك، وفقًا لسيرته الذاتية في قاموس أكسفورد للسيرة الوطنية، فقد تم إعارته إلى جامعة ليدز من قبل المجلس البريطاني، ولم يترك المنظمة إلا في عام 1964 عندما أصبح مديرًا لمدرسة اللغويات التطبيقية بجامعة إدنبرة. بقي كوردر في جامعة إدنبرة لبقية حياته المهنية. أسس كوردر قسم المحاضرات وقسم اللغويات التطبيقية في إدنبرة عام 1964.
كان كوردر أول رئيس (1967-1970) للجمعية البريطانية للغويات التطبيقية.

## منشورات بارزة
أنتج كوردر العديد من المنشورات التي أثرت في علم اللسانيات التطبيقية:
- بيت كوردر (1960) كتاب تمرين متوسط على اللغة الإنجليزية. لونجمان.
- بيت كوردر (1967) «أهمية أخطاء المتعلم». المجلة الدولية لعلم اللسانيات التطبيقي 5: 161-170.
- بيت كوردر (1973) تقديم علم اللسانيات التطبيقي. تعليم بينغوان (في كتب جوجل).
- بيت كوردر (1981) تحليل الأخطاء وما بين اللغة. مطبعة جامعة أكسفورد.

في تحليل الأخطاء وما بين اللغة، قدم كوردر فكرة أن تعلم لغة ثانية أو لغة أجنبية هو تطوري ويمكن دراسته من خلال تحليل الأخطاء التي يرتكبها المتعلمون. يجب أن يُنظر إلى هذه الأخطاء على أنها علامات على التطور الإيجابي لتعلم اللغة بدلاً من أوجه القصور. حجة كوردر بأن لغة المتعلم (المراد تعلمها)، التي أطلق عليها لاحقًا "ما بين اللغة (بالإنجليزية: interlanguage)‏" بواسطة لاري سلينكر (1972)، هي لغة بحد ذاتها، حاليا هذه النظرية هي مقبولة بشكل عام.